# 1995
Il 1995 (MCMXCV in numeri romani) è un anno  del XX secolo.

## Eventi

### Gennaio
- 1º gennaio
  - L'Organizzazione mondiale del commercio sostituisce l'Accordo generale sulle tariffe e sul commercio.[1]
  - Austria, Svezia e Finlandia entrano nell'UE.[2]
- 2 gennaio – Hawaii: i due telescopi Keck permettono di scoprire la galassia più distante conosciuta all'epoca (circa 15 miliardi di anni luce di distanza).[3]
- Notte tra il 6 e il 7 gennaio – Filippine: a Manila una casa subisce un incendio di natura chimica: la polizia scopre una piccola fabbrica di ordigni e in alcuni computer viene scoperto il piano del Progetto Bojinka, un attacco terroristico di massa.
- 9 gennaio – Valeri Polyakov completa 366 giorni di permanenza nello spazio, battendo il record.[4]
- 17 gennaio – un terremoto di magnitudo 7,3 nei pressi di Kōbe, in Giappone, causa gravi danni alle costruzioni e provoca 6 434 vittime[5].
- 26 gennaio-28 febbraio: guerra del Cenepa nella regione della foresta amazzonica tra Perù e Ecuador a causa di rivendicazioni territoriali sul confine fra i due Paesi.

### Febbraio
- 15 febbraio – USA: a San Francisco viene arrestato Kevin Mitnick, famoso cracker e ingegnere sociale che per anni era riuscito a sfuggire alla CIA[6].

### Marzo
- 1º marzo
  - Julio María Sanguinetti è eletto presidente dell'Uruguay per la seconda volta [7].
  - Polonia – Waldemar Pawlak si dimette e viene sostituito dall'ex comunista Józef Oleksy[8].
  - Mosca – Vladislav Listyev viene ucciso da un uomo armato [9].
  - Viene creata la prima interfaccia di Yahoo[10].
- 2 marzo – Nick Leeson viene arrestato a Singapore per il suo ruolo nel collasso di Barings Bank.
- 13 marzo - Parigi: durante la conferenza Le cinéma vers son deuxième siècle i registi danesi Lars von Trier e Thomas Vinterberg rendono noto il Manifesto del collettivo Dogma 95 atto di origine dell'omonimo movimento cinematografico
- 14 marzo – Norman Thagard è il primo astronauta americano a viaggiare nello spazio a bordo di un veicolo russo (missione Sojuz TM-21), partendo dal Cosmodromo di Bajkonur, Kazakistan.
- Marzo – Copenaghen: vertice mondiale per lo sviluppo sociale (vedi testo integrale qui). Fra gli altri provvedimenti, la quota di investimento nello sviluppo sociale è fissata al solo 20%.
- 20 marzo – Giappone: i fanatici della setta "Sublime verità" liberano gas nervino nella metropolitana di Tokyo, provocando 12 decessi e più di 3.000 intossicazioni (vedi Attentato alla metropolitana di Tokyo).
- 22 marzo – il cosmonauta Valeri Polyakov ritorna sulla Terra dopo aver passato 438 giorni nello spazio, record di permanenza.
- 26 marzo – Europa: in sette paesi dell'UE entrano in vigore gli Accordi di Schengen che tra le altre cose, aboliscono i controlli sistematici delle persone alle frontiere interne dell'Unione.
- 27 marzo – Los Angeles: alla Notte degli Oscar trionfo del film Forrest Gump di Robert Zemeckis che vince 6 statuette. Tom Hanks, interprete della pellicola, vince come miglior attore per il secondo anno di fila dopo il successo di Philadelphia, eguagliando Spencer Tracy. Michelangelo Antonioni riceve il premio Oscar alla carriera.

### Aprile
- 1º aprile – Dialog Telekom lancia in Sri Lanka il primo telefono cellulare.
- 2 aprile – un'esplosione a Gaza uccide 8 persone, tra cui uno dei leader di Hamas.
- 7 aprile – Prima guerra cecena: viene perpetrato il massacro di Samashki da parte delle truppe russe, che uccidono almeno 103 civili e ne arrestano, picchiano e torturano altri.
- 19 aprile – USA: un gruppo neo-nazista statunitense distrugge con un camion-bomba la sede dell'FBI di Oklahoma City, capitale dello Stato dell'Oklahoma. Con 168 morti è il più grave attentato subìto dagli Stati Uniti fino a quel momento.
- 28 aprile – Bruxelles: l'Austria firma gli Accordi di Schengen.

### Maggio
- 7 maggio – Jacques Chirac viene eletto presidente della Francia.
- 13 maggio – la Norvegia vince l'Eurovision Song Contest, ospitato a Dublino, Irlanda.
- 24 maggio – l'Ajax vince la Champions League sconfiggendo nella finale di Vienna il Milan per 1-0 grazie al gol di Patrick Kluivert.
- 28 maggio – a Neftegorsk, Russia, un terremoto di magnitudo 7.6 provoca oltre 2.000 vittime.

### Giugno
- 8 giugno – Rasmus Lerdorf invia un messaggio in un newsgroup[11] annunciando l'uscita di "un set di piccoli file binari scritti usando il linguaggio C": nasce il PHP 1.0
- 29 giugno – lo Space Shuttle Atlantis, durante la missione STS-71, si aggancia per la prima volta alla Mir.

### Luglio
- 1º luglio – Iraq: Saddam Hussein ammette per la prima volta l'esistenza di un programma di offensiva basato su armi biologiche, ma nega il fatto che siano già pronte.
- 9 luglio – Guerra civile in Sri Lanka: 125 civili sono uccisi a Navaly a seguito di un bombardamento dell'Aeronautica militare dello Sri Lanka.
- 10 luglio – Birmania: Aung San Suu Kyi viene liberata dagli arresti domiciliari.
- 11 luglio – Jugoslavia: militari serbobosniaci entrano nell'enclave di Srebrenica, deportano e trucidano circa 8.000 bosniaci musulmani: è il cosiddetto massacro di Srebrenica.
- 18 luglio – sull'isola caraibica di Montserrat, il vulcano di Soufriere Hills erutta. Nel corso di diversi anni devasterà l'isola, distruggendo la capitale e costringendo gran parte della popolazione a scappare.
- 21 luglio – 26 luglio: terza crisi dello stretto di Taiwan: l'Esercito Popolare di Liberazione spara dei missili a nord dell'isola.
- 23 luglio - Viene scoperta la cometa Hale-Boop.

### Agosto
- 2 agosto – il Terremoto Blanco colpisce il Cile. Per tutta la durata del mese molte comunità rimangono isolate.
- 4 agosto – Guerra d'indipendenza croata: le forze croate, con la collaborazione dell'Armata della Repubblica di Bosnia ed Erzegovina e della NATO, lanciano l'Operazione Tempesta contro i ribelli serbi.
- 16 agosto – le Bermuda rifiutano l'indipendenza in un referendum.
- 24 agosto – Redmond, USA: la Microsoft presenta Windows 95, il primo sistema operativo Microsoft a 32 bit concepito per il grande pubblico.
- 30 agosto – Stati Uniti: dopo 18 anni viene ripristinata la pena di morte nello Stato di New York.

### Settembre
- 3 settembre – viene fondata eBay.
- 29 settembre – viene commercializzata in Europa la prima console di Sony, la PlayStation.

### Ottobre
- 3 ottobre – Los Angeles: l'ex-campione di football ed attore O. J. Simpson, accusato di aver ucciso la moglie e l'amante di lei, viene assolto dal tribunale. Tutta l'America si ferma per assistere in diretta al verdetto.
- 5 ottobre – Turchia: Tansu Çiller forma il nuovo governo (il 51º).
- 6 ottobre – Michel Mayor e Didier Queloz annunciano la scoperta di 51 Pegasi B, il primo pianeta extrasolare orbitante attorno ad una stella osservato.
- 16 ottobre – Washington DC: va in scena la Million Man March, organizzata dal leader della Nation of Islam Louis Farrakhan.
- 24 ottobre – l'eclisse solare totale è visibile da Iran, India, Thailandia e sud-est asiatico.

### Novembre
- 4 novembre – Tel Aviv: il premier israeliano Yitzhak Rabin viene assassinato da un estremista di destra contrario al processo di pace.
- 6 novembre – presentata alla fiera COMDEX la prima Voodoo 1 della 3dfx. Inizia per i computer l'era del 3d.
- 21 novembre – Dayton, USA: firma dell'intesa di pace fra serbi, croati e bosniaci.

### Dicembre
- 13 dicembre – All'aeroporto di Verona si verifica un disastro aereo in cui perdono la vita 49 persone.
- 14 dicembre – Viene formalizzato a Parigi l'accordo di Dayton, che pone ufficialmente fine alla guerra in Bosnia ed Erzegovina, l'ultima delle guerre jugoslave.

## Nati
Ci sono circa 5 320 voci su persone nate nel 1995; vedi la pagina Nati nel 1995 per un elenco descrittivo o la categoria Nati nel 1995 per un indice alfabetico.

## Morti
Ci sono circa 1 520 voci su persone morte nel 1995; vedi la pagina Morti nel 1995 per un elenco descrittivo o la categoria Morti nel 1995 per un indice alfabetico.

## Calendario
| Calendario 1995 | Calendario 1995 | Calendario 1995 | Calendario 1995 | Calendario 1995 | Calendario 1995 | Calendario 1995 | Calendario 1995 | Calendario 1995 | Calendario 1995 | Calendario 1995 | Calendario 1995 | Calendario 1995 | Calendario 1995 | Calendario 1995 | Calendario 1995 | Calendario 1995 | Calendario 1995 | Calendario 1995 | Calendario 1995 | Calendario 1995 | Calendario 1995 | Calendario 1995 | Calendario 1995 | Calendario 1995 | Calendario 1995 | Calendario 1995 | Calendario 1995 | Calendario 1995 | Calendario 1995 | Calendario 1995 | Calendario 1995 | Calendario 1995 |
| --------------- | --------------- | --------------- | --------------- | --------------- | --------------- | --------------- | --------------- | --------------- | --------------- | --------------- | --------------- | --------------- | --------------- | --------------- | --------------- | --------------- | --------------- | --------------- | --------------- | --------------- | --------------- | --------------- | --------------- | --------------- | --------------- | --------------- | --------------- | --------------- | --------------- | --------------- | --------------- | --------------- |
|                 | 1               | 2               | 3               | 4               | 5               | 6               | 7               | 8               | 9               | 10              | 11              | 12              | 13              | 14              | 15              | 16              | 17              | 18              | 19              | 20              | 21              | 22              | 23              | 24              | 25              | 26              | 27              | 28              | 29              | 30              | 31              |                 |
| Gennaio         | Do              | Lu              | Ma              | Me              | Gi              | Ve              | Sa              | Do              | Lu              | Ma              | Me              | Gi              | Ve              | Sa              | Do              | Lu              | Ma              | Me              | Gi              | Ve              | Sa              | Do              | Lu              | Ma              | Me              | Gi              | Ve              | Sa              | Do              | Lu              | Ma              |                 |
| Febbraio        | Me              | Gi              | Ve              | Sa              | Do              | Lu              | Ma              | Me              | Gi              | Ve              | Sa              | Do              | Lu              | Ma              | Me              | Gi              | Ve              | Sa              | Do              | Lu              | Ma              | Me              | Gi              | Ve              | Sa              | Do              | Lu              | Ma              |                 |                 |                 |                 |
| Marzo           | Me              | Gi              | Ve              | Sa              | Do              | Lu              | Ma              | Me              | Gi              | Ve              | Sa              | Do              | Lu              | Ma              | Me              | Gi              | Ve              | Sa              | Do              | Lu              | Ma              | Me              | Gi              | Ve              | Sa              | Do              | Lu              | Ma              | Me              | Gi              | Ve              |                 |
| Aprile          | Sa              | Do              | Lu              | Ma              | Me              | Gi              | Ve              | Sa              | Do              | Lu              | Ma              | Me              | Gi              | Ve              | Sa              | Do              | Lu              | Ma              | Me              | Gi              | Ve              | Sa              | Do              | Lu              | Ma              | Me              | Gi              | Ve              | Sa              | Do              |                 |                 |
| Maggio          | Lu              | Ma              | Me              | Gi              | Ve              | Sa              | Do              | Lu              | Ma              | Me              | Gi              | Ve              | Sa              | Do              | Lu              | Ma              | Me              | Gi              | Ve              | Sa              | Do              | Lu              | Ma              | Me              | Gi              | Ve              | Sa              | Do              | Lu              | Ma              | Me              |                 |
| Giugno          | Gi              | Ve              | Sa              | Do              | Lu              | Ma              | Me              | Gi              | Ve              | Sa              | Do              | Lu              | Ma              | Me              | Gi              | Ve              | Sa              | Do              | Lu              | Ma              | Me              | Gi              | Ve              | Sa              | Do              | Lu              | Ma              | Me              | Gi              | Ve              |                 |                 |
| Luglio          | Sa              | Do              | Lu              | Ma              | Me              | Gi              | Ve              | Sa              | Do              | Lu              | Ma              | Me              | Gi              | Ve              | Sa              | Do              | Lu              | Ma              | Me              | Gi              | Ve              | Sa              | Do              | Lu              | Ma              | Me              | Gi              | Ve              | Sa              | Do              | Lu              |                 |
| Agosto          | Ma              | Me              | Gi              | Ve              | Sa              | Do              | Lu              | Ma              | Me              | Gi              | Ve              | Sa              | Do              | Lu              | Ma              | Me              | Gi              | Ve              | Sa              | Do              | Lu              | Ma              | Me              | Gi              | Ve              | Sa              | Do              | Lu              | Ma              | Me              | Gi              |                 |
| Settembre       | Ve              | Sa              | Do              | Lu              | Ma              | Me              | Gi              | Ve              | Sa              | Do              | Lu              | Ma              | Me              | Gi              | Ve              | Sa              | Do              | Lu              | Ma              | Me              | Gi              | Ve              | Sa              | Do              | Lu              | Ma              | Me              | Gi              | Ve              | Sa              |                 |                 |
| Ottobre         | Do              | Lu              | Ma              | Me              | Gi              | Ve              | Sa              | Do              | Lu              | Ma              | Me              | Gi              | Ve              | Sa              | Do              | Lu              | Ma              | Me              | Gi              | Ve              | Sa              | Do              | Lu              | Ma              | Me              | Gi              | Ve              | Sa              | Do              | Lu              | Ma              |                 |
| Novembre        | Me              | Gi              | Ve              | Sa              | Do              | Lu              | Ma              | Me              | Gi              | Ve              | Sa              | Do              | Lu              | Ma              | Me              | Gi              | Ve              | Sa              | Do              | Lu              | Ma              | Me              | Gi              | Ve              | Sa              | Do              | Lu              | Ma              | Me              | Gi              |                 |                 |
| Dicembre        | Ve              | Sa              | Do              | Lu              | Ma              | Me              | Gi              | Ve              | Sa              | Do              | Lu              | Ma              | Me              | Gi              | Ve              | Sa              | Do              | Lu              | Ma              | Me              | Gi              | Ve              | Sa              | Do              | Lu              | Ma              | Me              | Gi              | Ve              | Sa              | Do              |                 |

## Premi Nobel
In quest'anno sono stati conferiti i seguenti Premi Nobel:
- per la Pace: Pugwash Conferences on Science and World Affairs, Józef Rotblat
- per la Letteratura: Seamus Heaney
- per la Medicina: Edward B. Lewis, Christiane Nüsslein-Volhard, Eric Wieschaus
- per la Fisica: Martin Lewis Perl, Frederick Reines
- per la Chimica: Paul Crutzen, Mario Molina, Frank Sherwood Rowland
- per l'Economia: Robert Lucas

## Arti

### Musica
- Si forma la band degli 'N Sync.
- I Radiohead pubblicano il 16 giugno il loro secondo album: The Bends
- Esce ad ottobre (What's the Story) Morning Glory?, il disco più venduto degli Oasis nonché uno dei più venduti in assoluto in Gran Bretagna.
- Michael Jackson pubblica HIStory: Past, Present and Future - Book I